# Lucifer's Friend
Lucifer's Friend byla německá hard rocková skupina, založená v roce 1970, fungovala až do roku 1982, kdy se rozpadla. V roce 1993 znovu vznikla pod názvem Lucifer's Friend II, ale v roce 1997 se znovu rozpadla. Ve skupině hrál i pozdější člen Uriah Heep John Lawton.

## Diskografeie

### jako Lucifer's Friend
- Lucifer's Friend (1970)
- Where the Groupies Killed the Blues (1972)
- I'm Just a Rock & Roll Singer (1973)
- Banquet (1974)
- Mind Exploding (1976)
- The Devil's Touch (1976) (kompilace)
- Good Time Warrior (1978)
- Rock Heavies:Lucifer's Friend (1980) (kompilace)
- Sneak Me In (1980)
- Mean Machine (1981)

### jako Lucifer's Friend II
- Sumo Grip (1994)